# Tell Me You Love Me
Tell Me You Love Me (с англ. — «Скажи, что любишь меня») — шестой студийный альбом американской певицы Деми Ловато, выпущенный 29 сентября 2017 года на лейблах Hollywood Records, Island Records и Safehouse Records. Главный сингл пластинки «Sorry Not Sorry» вышел 11 июля 2017 года. Ловато объявила название и дату выхода альбома 23 августа 2017 года, после нескольких тизеров и намёков в интервью на радио.

## История

### Предыстория
16 октября 2015 года Ловато выпустила свой пятый студийный альбом Confident. Альбом получил в целом положительные отзывы от музыкальных критиков. Он дебютировал со второй строчки в Billboard 200, с продажами 98 000 копий за первую неделю в США.
22 мая 2016 года Ловато подтвердила, что она работает над своим шестым студийным альбомом. В своём интервью изданию Latina (июнь/июль 2016) она упомянула, что её следующий альбом будет иметь «более душевную атмосферу».
В октябре 2016 года Ловато объявила в Twitter, что собирается взять небольшой музыкальный перерыв в 2017 году, заявив: «Я не предназначена для этого бизнеса и СМИ». Однако в августе 2017 года она рассказала Майку Адаму, что после благотворительной деятельности в начале 2017 года она почувствовала себя омоложённой, и снова начала создавать музыку, что в итоге и привело к альбому.
Ловато рассказала, что дата и название пластинки уже выбраны, но она не имеет права их раскрывать. В интервью MTV Ловато заявила, что на её новый альбом повлияли многие артисты, в том числе Арета Франклин, Кристина Агилера и Кейлани.

### Начало релиза
23 августа 2017 года Ловато выложила 18-секундное видео на своей официальной учётной записи в Twitter. В видеоролике можно увидеть саму певицу, исполняющую заглавную песню «Tell Me You Love Me» в студии звукозаписи. Далее камера идет назад, и появляется обложка альбома: чёрно-белая фотография её лица с названием альбома внизу. Обложка альбома затем затемняется, и появляется дата выхода — 29 сентября 2017 года.
Наряду с видео и датой релиза, Ловато также объявила, что альбом будет доступен для предварительного заказа в полночь на 24 августа 2017 года.

## Синглы
- «Sorry Not Sorry» — выпущен в качестве лид-сингла 11 июля 2017 года. Трек был написан Деми Ловато, Оком Фолдером, Шоном Дугласом, Тревором Брауном и Уильямом Заир Симмонсом. Песня достигла 6-й строчки в чарте Billboard Hot 100[7].
- «Tell Me You Love Me» — заглавный трек альбома, выпущенный в качестве промосингла с альбома вместе с предварительным заказом 24 августа 2017 года. Трек дебютировал с 97 строчки чарта Billboard Hot 100. 14 ноября 2017 года стал вторым синглом. А 1 декабря того же года на него был выпущен клип.

### Промосинглы
- «You Don’t Do It For Me Anymore» — второй промосингл с альбома, выпущенный 8 сентября 2017 года[8]. В первую неделю было продано 12,757 копий[9].
- «Sexy Dirty Love» — третий промосингл. Выпущен 22 сентября 2017 года[10]. В первую неделю было продано 8,486 копий[9].

## Коммерческий успех
В британском чарте UK Albums Chart Tell Me You Love Me дебютировал под номером 5, став одним из самых продаваемых альбомов певицы в Великобритании. В Австралии альбом занял восьмое место в ARIA Charts, и стал вторым альбомом Деми Ловато, попавшим в топ-10 чарта.

## Список композиций
| №                   | Название                         | Автор(ы)                                                               | Продюсеры                             | Длительность |
| ------------------- | -------------------------------- | ---------------------------------------------------------------------- | ------------------------------------- | ------------ |
| 1.                  | «Sorry Not Sorry»                | Demi Lovato Pop & Oak Sean Douglas Trevor Brown William Zaire Simmons  | Felder Brown Zaire Koalo              | 3:23         |
| 2.                  | «Tell Me You Love Me»            | John Hill Kirby Lauryen Ajay Bhattacharya                              | Hill Stint Mitch Allan Scott Robinson | 3:56         |
| 3.                  | «Sexy Dirty Love»                | Lovato Felder Brown Simmons                                            | Felder Brown Koalo                    | 3:33         |
| 4.                  | «You Don't Do It for Me Anymore» | Lovato Jonas Jeberg Chloe Angelides Ashlyn Wilson James "Gladius" Wong | Jeberg Anton Kuhl Allan Robinson      | 3:17         |
| 5.                  | «Daddy Issues»                   | Lovato Felder Simmons Douglas                                          | Felder Koalo                          | 3:09         |
| 6.                  | «Ruin the Friendship»            | Lovato Ido Zmishlany Brittany Amaradio Angelides                       | Zmishlany                             | 3:53         |
| 7.                  | «Only Forever»                   | Lovato Felder Douglas Ilsey Juber Toby Gad                             | Felder                                | 3:17         |
| 8.                  | «Lonely» (featuring Lil Wayne)   | Dwayne Carter DJ Mustard Sarah Aarons                                  | DJ Mustard Allan Robinson             | 4:41         |
| 9.                  | «Cry Baby»                       | Lovato Taylor Parks Angelides Noonie Bao Jamie Sanderson Kevin Hissink | Sermstyle Hissink Parks               | 3:42         |
| 10.                 | «Games»                          | Lovato Felder Brown Simmons Douglas                                    | Felder Brown Koalo                    | 3:08         |
| 11.                 | «Concentrate»                    | Jeff Shum Dayyon Alexander Jimmy Burney Adam Tressler Lovato           | Rush Hr. Allan Robinson               | 3:17         |
| 12.                 | «Hitchhiker»                     | Shum Alexander Burney Tressler Winston Howard Lovato                   | Rush Hr. Allan Robinson               | 3:43         |
| Общая длительность: | Общая длительность:              | Общая длительность:                                                    | Общая длительность:                   | 42:59        |

| №                   | Название                                                         | Автор(ы)                                             | Продюсеры                    | Длительность |
| ------------------- | ---------------------------------------------------------------- | ---------------------------------------------------- | ---------------------------- | ------------ |
| 13.                 | «Instruction» (Jax Jones featuring Demi Lovato and Stefflon Don) | MNEK Stephanie Allen Lovato Jax Jones                | Jax Jones Mark Ralph         | 2:45         |
| 14.                 | «Sorry Not Sorry (Acoustic)»                                     | Lovato Felder Douglas Brown Simmons                  | Felder                       | 3:25         |
| 15.                 | «No Promises (Acoustic) (Cheat Codes featuring Demi Lovato)»     | Ari Leff Cheat Codes Jackson Foote Emma Block Lovato | Dahl Lauv Foote Mokita Allan | 3:52         |
| Общая длительность: | Общая длительность:                                              | Общая длительность:                                  | Общая длительность:          | 53:01        |

| №                   | Название            | Автор(ы)                                 | Продюсеры                     | Длительность |
| ------------------- | ------------------- | ---------------------------------------- | ----------------------------- | ------------ |
| 16.                 | «Smoke & Mirrors»   | Lovato Ben Abraham Aarons                | Abraham Aarons Allan Robinson | 3:57         |
| 17.                 | «Ready for Ya»      | Lovato Sir Nolan Simon Wilcox Nick Jonas | Sir Nolan                     | 3:30         |
| Общая длительность: | Общая длительность: | Общая длительность:                      | Общая длительность:           | 60:28        |

## Чарты
| Чарт (2017)    | Позиция |
| -------------- | ------- |
| Австралия      | 8       |
| Бельгия        | 10      |
| Великобритания | 5       |
| Германия       | 32      |
| Дания          | 10      |
| Ирландия       | 7       |
| Италия         | 12      |
| Новая Зеландия | 6       |
| Норвегия       | 13      |
| США            | 3       |
| Финляндия      | 20      |
| Франция        | 63      |
| Швеция         | 16      |
| Шотландия      | 6       |

## История релиза
| Регион | Дата             | Форматы               | Лейблы                                               | Версии              | Прим.  |
| ------ | ---------------- | --------------------- | ---------------------------------------------------- | ------------------- | ------ |
| Мир    | 29 сентября 2017 | CD, цифровая загрузка | Hollywood Records, Island Records, Safehouse Records | Стандартная, делюкс | [ 3 ]  |
| Россия | 29 сентября 2017 | CD, цифровая загрузка | Hollywood Records, Island Records, Safehouse Records | Стандартная, делюкс | [ 3 ]  |
| США    | октябрь 2017     | Винил                 | Hollywood Records, Island Records, Safehouse Records | Делюкс              | [ 17 ] |